# It's a Wonderful World (album)
It's a Wonderful World è il nono album del gruppo musicale giapponese Mr. Children pubblicato il 10 maggio 2002. L'album è arrivato alla seconda posizione della classifica Oricon ed ha venduto 1 232 655 copie.

## Tracce
1. overture - 1:56
2. Sosei (蘇生?) - 6:08
3. Dear wonderful world - 2:18
4. one two three - 5:00
5. Kawaita kiss (渇いたkiss?) - 5:14
6. Youthful Days - 5:18
7. Fastener (ファスナー?, Fasuna) - 4:53
8. Bird Cage - 6:34
9. LOVE Hajimemashita (LOVE はじめました?) - 5:22
10. UFO - 5:07
11. Drawing - 5:44
12. Kimi Ga Suki (君が好き?) - 4:33
13. Itsudemo Hohoemi wo (いつでも微笑みを?) - 3:32
14. Yasashii Uta (優しい歌?) - 3:36
15. It's a wonderful world - 4:14